# دالی موشه

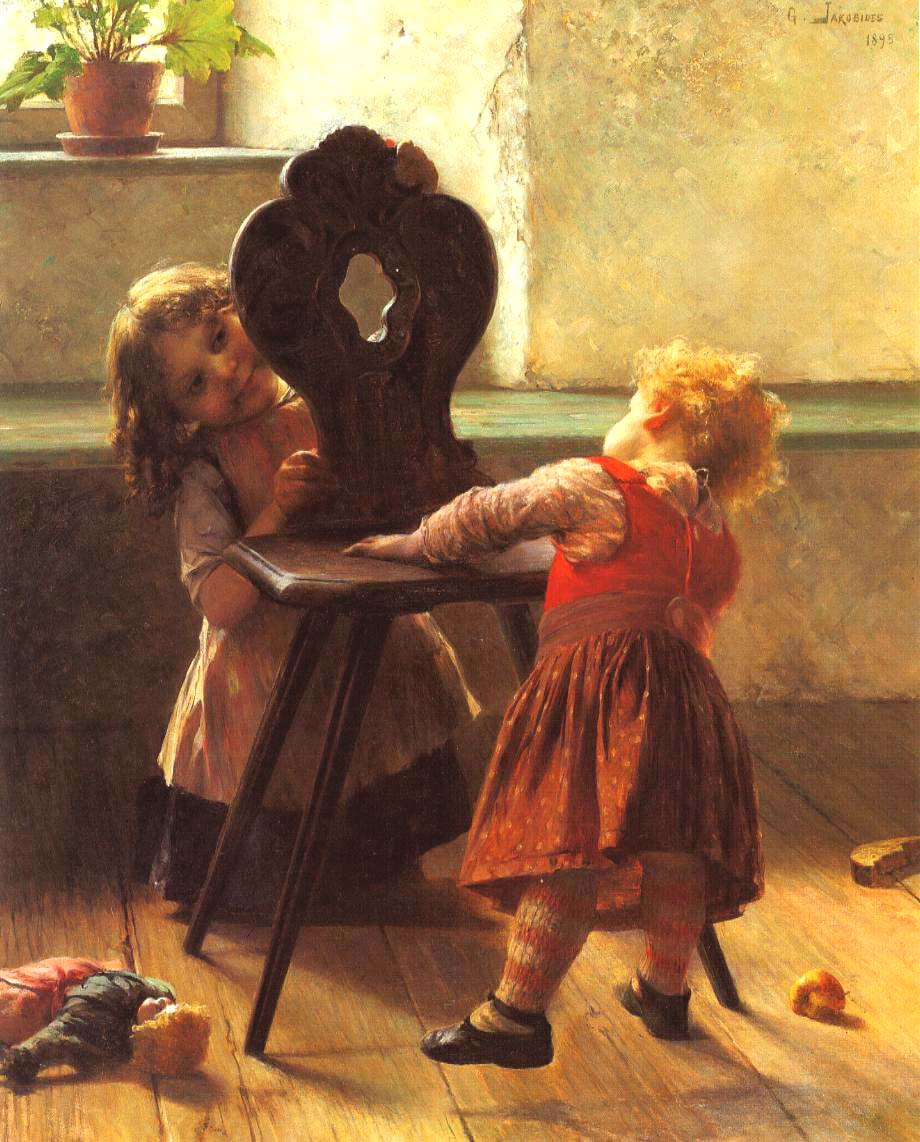
دو کودک در حالی بازی دالی موشه؛ نقاشی کشده شده در ۱۸۹۵ توسط خورخیوس جاکوبیدس

دالی موشه یا دالی‌بازی یا دالی یا نوعی بازی است که بزرگترها با خردسالان انجام می‌دهند. در این بازی، فرد بزرگتر صورتش را می‌پوشاند و بعد همزمان با آشکار کردن صورتش، عبارت «دالی» یا «دالی موشه» را بر زبان می‌راند. خردسالان طبیعتاً در واکنش به این حرکت لبخند می‌زنند یا می‌خندند.
گفته می‌شود که بازی دالی موشه بر هوش و روابط اجتماعی خردسالان تأثیر مثبتی دارد.
این بازی را معمولاً کودک از ۹ ماهگی به بعد فرا می‌گیرد. البته این بازی دقیقاً مشابه بازی peekaboo می‌باشد.